# Voo Total 5561
O Voo Total 5561 (ICAO: TTL 5561) foi um voo doméstico de carga, operada pela Total Linhas Aéreas, utilizando um ATR 42-312, partindo do Aeroporto Internacional de São Paulo-Guarulhos com destino ao Aeroporto de Londrina, transportando malotes do correio. Em 14 de setembro de 2002, enquanto a aeronave sobrevoava Paranapanema, a aeronave perdeu o controle e colidiu com o solo matando os 2 tripulantes a bordo.
O acidente, investigado pelo Centro de Investigação e Prevenção de Acidentes Aeronáuticos órgão filiado à Força Aérea Brasileira, teve seu relatório final divulgado em março de 2007, apontando como causa provável uma falha no sistema de controle de ajuste de inclinação.

## Aeronave e tripulação

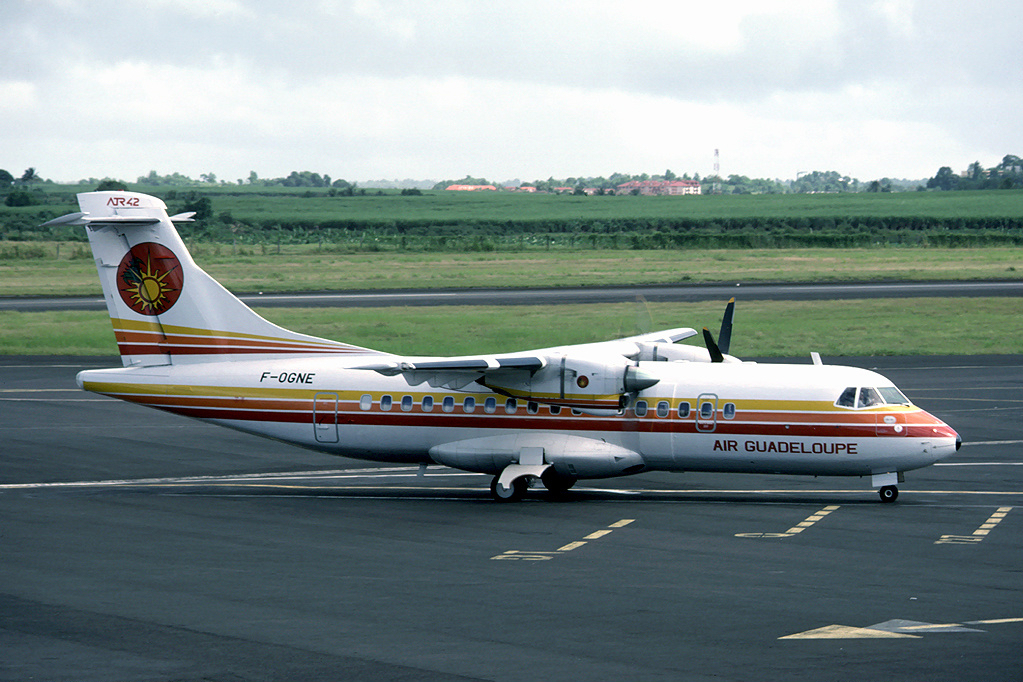
A aeronave envolvida no acidente em dezembro de 1986, ainda com as cores da Air Guadeloupe

A aeronave envolvida no acidente era um ATR 42-312, número de série 026, registrada no Brasil como PT-MTS, equipada com dois motores turboélice Pratt & Whitney Canada PW100. Seu primeiro voo foi em 15 de setembro de 1986 e entrou em serviço em 26 de outubro do mesmo ano com a Air Guadeloupe, com o registro francês F-OGNE. Posteriormente, entrou em serviço com a Regional Airlines com o registro F-GTSM. Entrou em serviço com a Air Open Sky em 6 de junho de 1999 com o mesmo registro F-GTSM. Voltou para a Regional Airlines em março de 2000 com o mesmo registro. Era propriedade da Air Atlantique antes de entrar em serviço com a Total em setembro de 2001. A aeronave tinha 33 371 horas de voo e 22 922 ciclos (pousos e decolagens somados).
O voo estava sob comando do capitão Gilberto Borges, 31 anos de idade e 6 627 horas de voo, sendo 3 465 horas no modelo ATR-42 e do copiloto Luciano Trevisan Junior, 23 anos de idade e 2 758 horas de voo, sendo 1 258 horas no modelo ATR-42.

## Acidente

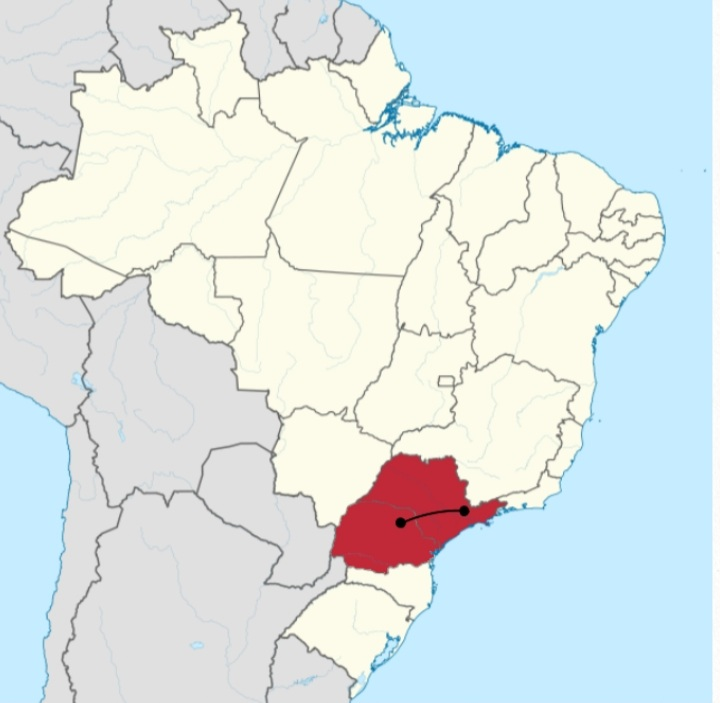
Rota do voo, partindo de São Paulo para Londrina

No dia 14 de setembro de 2002, a aeronave decolou do Aeroporto Internacional de São Paulo-Guarulhos às 04h50, em direção ao Aeroporto de Londrina. Às 05h12, os pilotos pediram por permissão para o controlador aéreo para subir do nível de voo 155 para o 160. Às 5h24, o piloto informou ao copiloto que iria se retirar para trocar de uniforme. Às 05h37 o botão "evento" localizado no console central foi pressionado. Cinco segundos depois, o piloto automático foi desativado e o sistema de controle de compensação de inclinação começou a mover as guias de compensação para uma atitude de nariz abaixado. Quando o avião começou a descer, às 05h37min38 e 05h37min46 o piloto perguntou ao co-piloto o que estava acontecendo, e ele respondeu que não sabia. Oito segundos depois, às 05:37:54, o co-piloto exclamou que o sistema de controle do pitch trim estava baixando o nariz do trim, então o som de um cinto de segurança foi gravado, indicando que o piloto havia retornado ao seu assento. Entre às 05h37min40 e 05h37min46 um dos tripulantes tentou interromper a descida puxando a coluna de controle.
A colisão ocorreu com a aeronave inclinada cerca de 30 graus à esquerda e em uma atitude de arfagem de aproximadamente 45 graus. A velocidade, no momento do impacto, era de cerca de 366 quilômetros por hora.

## Investigação
O relatório final, divulgado no dia 30 de março de 2007 pelo Centro de Investigação e Prevenção de Acidentes Aeronáuticos, apontou a seguinte causa provável do acidente:
A primeira hipótese foi a de que tivesse ocorrido um comando involuntário do interruptor “Stand-by Pitch Trim”, estando o referido interruptor com o dispositivo de travamento danificado. Verificou-se que a velocidade de deslocamento do compensador do profundor atingiu um valor máximo de, aproximadamente, 0,4°/s. Este valor estava na faixa de velocidade prevista para o acionamento pelo sistema normal (0,37 a 0,56°/s) e era inferior aos valores atribuídos à faixa de velocidade do sistema reserva (0,54 a 0,79°/s), indicando que o movimento do compensador durante o disparo teria sido feito através do sistema normal. Entretanto, é possível, segundo o fabricante da aeronave,  que a ativação do compensador pelo sistema reserva ocorra na faixa de velocidade do sistema normal, causado por um falha simples levando à perda do suprimento de energia das bobinas do sistema reserva (“high speed”). 

Para reforçar esta hipótese, foi verificado que o botão “event” foi acionado cerca de 5 segundos antes do início do disparo do compensador. Isso poderia indicar que um objeto colocado no console teria ativado o botão “event” e o interruptor do sistema reserva do compensador, pois sua localização é próxima. Além disso, não foi verificado qualquer comentário pelos pilotos sobre uma tentativa de utilização do sistema reserva de compensador para controlar o disparo, na leitura do CVR.
A segunda hipótese foi:
[...] que tenha ocorrido uma falha elétrica do sistema do compensador do profundor, através de uma falha simultânea de relés, falhas nos fios, interruptores ou conectores, permitindo a alimentação elétrica do motor do compensador, em função de danos provocados pelo uso, pelo ambiente ou pelo envelhecimento dos componentes.

### Mudanças
O CENIPA pediu para a Avions de Transport Régional (ATR) que Incluir um procedimento de emergência referente ao disparo de compensador do profundor no manual de voo da aeronave [en] e no manual de operação da tripulação de voo das aeronaves ATR-42 e ATR-72 com matrícula brasileira. E para realizar estudos visando verificar a necessidade de revisar a publicação técnica dos ATR 42-200/300/320 “Time Limits”, a fim de incluir intervalos para substituição de componentes do sistema de compensador do profundor. Divulgar a todos os operadores do ATR-42 a revisão do JIC 27-32-00, OPT 10000-001, de agosto de 2003, com ênfase nas situações de risco a serem evitadas. Também pediu para a Total Linhas Aéreas para divulgar o conteúdo do relatório final a todos os seus tripulantes, implementar um curso regular de CRM para todos os seus tripulantes, inserir em sua rotina operacional a recomendação de que os seus tripulantes só se afastem do seu posto de pilotagem em caso de real necessidade e para revisar o seu programa de treinamento, a fim de fornecer treinamento anual de simulador aos seus tripulantes.
Foi pedido à ANAC, em cooperação com a EASA, determinar os níveis de força envolvidos ao longo de um disparo de compensador em aeronaves ATR-42, nas diversas condições de vôo e configurações da aeronave, com o objetivo de caracterizar a eventual necessidade de um sistema independente de sobrepujamento. Através de estudos, avaliar a possibilidade de alteração da ergonomia para desativação dos CB, de forma a interromper a alimentação elétrica para ambos os atuadores do compensador do profundor das aeronaves ATR-42 e ATR-72 que tenham, ou venham a ter, registro brasileiro. Em coordenação com a fabricante, reavaliar a certificação do sistema de compensador do profundor (Pitch Trim System) das aeronaves tipo ATR-42 e ATR-72, em conformidade com o RBHA 25, que tenham, ou venham a ter, matrícula brasileira. Realizar estudos em coordenação com o fabricante da aeronave, visando verificar a necessidade de revisar a publicação técnica ATR 42-200/300/320 “Time Limits”, a fim de incluir intervalos para substituição de componentes do sistema de compensador do profundor.